# Duduknal, Aurad
Duduknal là một làng thuộc tehsil Aurad, huyện Bidar, bang Karnataka, Ấn Độ.